# Coppa del Mondo juniores di slittino 2017
La Coppa del Mondo juniores di slittino 2016/17, ventiquattresima edizione della manifestazione organizzata dalla Federazione Internazionale Slittino, è iniziata il 1º dicembre 2016 a Calgary, in Canada e si è conclusa il 19 febbraio 2017 a Winterberg, in Germania. Si sono disputate ventiquattro gare: sei nel singolo uomini, nel singolo donne, nel doppio e nella gara a squadre in cinque differenti località. Le tappe di Oberhof e di Calgary (del 4 dicembre) hanno assegnato rispettivamente anche il titolo europeo e quello pacifico-americano di categoria.
L'appuntamento clou della stagione sono stati i campionati mondiali juniores 2017 disputatisi sulla pista di Sigulda, in Lettonia, competizione non valida ai fini della Coppa del Mondo.

## Risultati

### Singolo uomini
| Data             | Località   | Nazione  | Primo classificato      | Secondo classificato        | Terzo classificato         |
| ---------------- | ---------- | -------- | ----------------------- | --------------------------- | -------------------------- |
| 2 dicembre 2016  | Calgary    | Canada   | Evgenij Petrov Russia   | Daniil Lebedev Russia       | Dmitrij Chalilov Russia    |
| 4 dicembre 2016  | Calgary    | Canada   | Evgenij Petrov Russia   | Nicky Klimchuk-Brown Canada | Daniil Lebedev Russia      |
| 15 gennaio 2017  | Igls       | Austria  | Nico Gleirscher Austria | Kristers Aparjods Lettonia  | Fabian Malleier Italia     |
| 22 gennaio 2017  | Oberhof    | Germania | Max Langenhan Germania  | Kristers Aparjods Lettonia  | Nico Gleirscher Austria    |
| 12 febbraio 2017 | Altenberg  | Germania | Max Langenhan Germania  | Daniil Lebedev Russia       | Paul-Lukas Heider Germania |
| 19 febbraio 2017 | Winterberg | Germania | Max Langenhan Germania  | Moritz Bollmann Germania    | Paul-Lukas Heider Germania |

### Singolo donne
| Data             | Località   | Nazione  | Prima classificato         | Seconda classificata        | Terza classificata          |
| ---------------- | ---------- | -------- | -------------------------- | --------------------------- | --------------------------- |
| 2 dicembre 2016  | Calgary    | Canada   | Kristina Šamova Russia     | Julija Naumova Russia       | Tat'jana Cvetova Russia     |
| 4 dicembre 2016  | Calgary    | Canada   | Brittney Arndt Stati Uniti | Brooke Apshkrum Canada      | Tat'jana Cvetova Russia     |
| 15 gennaio 2017  | Igls       | Austria  | Hannah Prock Austria       | Jessica Tiebel Germania     | Cheyenne Rosenthal Germania |
| 22 gennaio 2017  | Oberhof    | Germania | Jessica Tiebel Germania    | Hannah Prock Austria        | Cheyenne Rosenthal Germania |
| 12 febbraio 2017 | Altenberg  | Germania | Jessica Tiebel Germania    | Tat'jana Cvetova Russia     | Tina Müller Germania        |
| 19 febbraio 2017 | Winterberg | Germania | Jessica Tiebel Germania    | Cheyenne Rosenthal Germania | Alisa Dengler Germania      |

### Doppio
| Data             | Località   | Nazione  | Primo classificato                         | Secondo classificato                      | Terzo classificato                         |
| ---------------- | ---------- | -------- | ------------------------------------------ | ----------------------------------------- | ------------------------------------------ |
| 1º dicembre 2016 | Calgary    | Canada   | Vsevolod Kaškin Konstantin Koršunov Russia | Ivan Nagler Fabian Malleier Italia        | Felix Schwarz Lukas Gufler Italia          |
| 3 dicembre 2016  | Calgary    | Canada   | Ivan Nagler Fabian Malleier Italia         | Felix Schwarz Lukas Gufler Italia         | Tomáš Vaverčák Matej Zmij Slovacchia       |
| 14 gennaio 2017  | Igls       | Austria  | Hannes Orlamünder Paul Gubitz Germania     | Ivan Nagler Fabian Malleier Italia        | Vsevolod Kaškin Konstantin Koršunov Russia |
| 21 gennaio 2017  | Oberhof    | Germania | Hannes Orlamünder Paul Gubitz Germania     | Nico Semmler Johannes Pfeiffer Germania   | Ivan Nagler Fabian Malleier Italia         |
| 12 febbraio 2017 | Altenberg  | Germania | Nico Semmler Johannes Pfeiffer Germania    | Felix Schwarz Lukas Gufler Italia         | Ivan Nagler Fabian Malleier Italia         |
| 19 febbraio 2017 | Winterberg | Germania | Hannes Orlamünder Paul Gubitz Germania     | Tobias Heinze Maximilian Illmann Germania | Ivan Nagler Fabian Malleier Italia         |

### Gara a squadre
| Data             | Località   | Nazione  | Prima classificata                                                                   | Seconda classificata                                                                             | Terza classificata                                                          |
| ---------------- | ---------- | -------- | ------------------------------------------------------------------------------------ | ------------------------------------------------------------------------------------------------ | --------------------------------------------------------------------------- |
| 2 dicembre 2016  | Calgary    | Canada   | Italia/ Argentina Verónica María Ravenna Leon Felderer Ivan Nagler / Fabian Malleier | Romania Mihaela-Carmen Manolescu Theodor Andrei Turea Vasile Marian Gîtlan / Flavius Ion Crăciun | Russia Kristina Šamova Evgenij Petrov Vsevolod Kaškin / Konstantin Koršunov |
| 4 dicembre 2016  | Calgary    | Canada   | Russia Tat'jana Cvetova Evgenij Petrov Andrej Šander / Semën Mikov                   | Romania Mihaela-Carmen Manolescu Theodor Andrei Turea Vasile Marian Gîtlan / Flavius Ion Crăciun | Stati Uniti Brittney Arndt Sean Hollander Dana Kellogg / Duncan Seggar      |
| 15 gennaio 2017  | Igls       | Austria  | Austria Hannah Prock Nico Gleirscher Florian Schmid / Fabian Strickner               | Germania Jessica Tiebel Paul-Lukas Heider Hannes Orlamünder / Paul Gubitz                        | Italia Hannah Niederkofler Lukas Gufler Ivan Nagler / Fabian Malleier       |
| 22 gennaio 2017  | Oberhof    | Germania | Germania Jessica Tiebel Max Langenhan Hannes Orlamünder / Paul Gubitz                | Italia Hannah Niederkofler Lukas Gufler Ivan Nagler / Fabian Malleier                            | Lettonia Elīna Vītola Kristers Aparjods Mārtiņš Bots / Roberts Plūme        |
| 12 febbraio 2017 | Altenberg  | Germania | Germania Jessica Tiebel Max Langenhan Nico Semmler / Johannes Pfeiffer               | Russia Tat'jana Cvetova Daniil Lebedev Vsevolod Kaškin / Konstantin Koršunov                     | Austria Lisa Schulte Lukas Schlierenzauer Florian Schmid / Fabian Strickner |
| 19 febbraio 2017 | Winterberg | Germania | Germania Jessica Tiebel Max Langenhan Hannes Orlamünder / Paul Gubitz                | Russia Kristina Šamova Dmitrij Chalilov Vsevolod Kaškin / Konstantin Koršunov                    | Italia Marion Oberhofer Lukas Gufler Ivan Nagler / Fabian Malleier          |

## Classifiche

### Singolo uomini
| Pos. | Nome             | Nazione  | CAL-1 | CAL-2 | IGL | OBE | ALT | WIN | Totale |
| ---- | ---------------- | -------- | ----- | ----- | --- | --- | --- | --- | ------ |
| 1    | Daniil Lebedev   | Russia   | 2     | 3     | 9   | 10  | 2   | 5   | 370    |
| 2    | Evgenij Petrov   | Russia   | 1     | 1     | 16  | 11  | 7   | 9   | 344    |
| 3    | Max Langenhan    | Germania | -     | -     | 8   | 1   | 1   | 1   | 342    |
| 4    | Dmitrij Chalilov | Russia   | 3     | 6     | 5   | 12  | 5   | 4   | 322    |
| 5    | Fabian Malleier  | Italia   | 4     | 5     | 3   | 8   | 8   | 11  | 303    |

### Singolo donne
| Pos. | Nome               | Nazione     | CAL-1 | CAL-2 | IGL | OBE | ALT | WIN | Totale |
| ---- | ------------------ | ----------- | ----- | ----- | --- | --- | --- | --- | ------ |
| 1    | Jessica Tiebel     | Germania    | -     | -     | 2   | 1   | 1   | 1   | 385    |
| 2    | Tat'jana Cvetova   | Russia      | 3     | 3     | 9   | 7   | 2   | 4   | 370    |
| 3    | Kristina Šamova    | Russia      | 1     | 5     | 14  | 17  | 4   | 5   | 322    |
| 4    | Brittney Arndt     | Stati Uniti | 8     | 1     | 6   | 18  | 10  | 7   | 297    |
| 5    | Cheyenne Rosenthal | Germania    | -     | -     | 3   | 3   | 5   | 2   | 280    |

### Doppio
| Pos. | Nome                                | Nazione  | CAL-1 | CAL-2 | IGL | OBE | ALT | WIN | Totale |
| ---- | ----------------------------------- | -------- | ----- | ----- | --- | --- | --- | --- | ------ |
| 1    | Ivan Nagler Fabian Malleier         | Italia   | 2     | 1     | 2   | 3   | 3   | 3   | 480    |
| 2    | Vsevolod Kaškin Konstantin Koršunov | Russia   | 1     | 5     | 3   | 4   | 5   | 8   | 382    |
| 3    | Hannes Orlamünder Paul Gubitz       | Germania | -     | -     | 1   | 1   | 4   | 1   | 360    |
| 4    | Felix Schwarz Lukas Gufler          | Italia   | 3     | 2     | 5   | 6   | 2   | DNS | 345    |
| 5    | Nico Semmler Johannes Pfeiffer      | Germania | -     | -     | 4   | 2   | 1   | 4   | 305    |

### Gara a squadre
| Pos. | Nazione  | CAL-1 | CAL-2 | IGL | OBE | ALT | WIN | Totale |
| ---- | -------- | ----- | ----- | --- | --- | --- | --- | ------ |
| 1    | Russia   | 3     | 1     | 4   | 5   | 2   | 2   | 455    |
| 2    | Germania | -     | -     | 2   | 1   | 1   | 1   | 385    |
| 3    | Romania  | 2     | 2     | 5   | 6   | 5   | 6   | 380    |
| 4    | Austria  | -     | -     | 1   | 4   | 3   | 4   | 290    |
| 5    | Italia   | -     | -     | 3   | 2   | 4   | 3   | 285    |